# کورتنی تورن-اسمیت
کورتنی تورن-اسمیت (انگلیسی: Courtney Thorne-Smith؛ زادهٔ ۸ نوامبر ۱۹۶۷) یک هنرپیشه اهل ایالات متحده آمریکا است. وی از سال ۱۹۸۶ میلادی تاکنون مشغول فعالیت بوده‌است.
وی بازیگر فیلم‌هایی همچون به گفته جیم و دو مرد و نصفی بوده است.